# Кагокія (Іллінойс)
Кагокія (англ. Cahokia) — селище (англ. village) в США, в окрузі Сент-Клер штату Іллінойс. Населення — 12 096 осіб (2020).

## Географія
Кагокія розташована за координатами 38°33′57″ пн. ш. 90°10′34″ зх. д. / 38.56583° пн. ш. 90.17611° зх. д. (38.565885, -90.176122).  За даними Бюро перепису населення США в 2010 році селище мало площу 25,65 км², з яких 24,35 км² — суходіл та 1,29 км² — водойми.

## Демографія
Згідно з переписом 2010 року, у селищі мешкала 15 241 особа в 5126 домогосподарствах у складі 3707 родин. Густота населення становила 594 особи/км².  Було 6056 помешкань (236/км²).
Расовий склад населення:
| - 62,2 % — чорних або афроамериканців - 34,3 % — білих - 0,2 % — корінних американців - 0,2 % — азіатів - 1,0 % — осіб інших рас |

До двох чи більше рас належало 2,0 %. Частка іспаномовних становила 2,0 % від усіх жителів.
За віковим діапазоном населення розподілялося таким чином: 32,6 % — особи молодші 18 років, 58,4 % — особи у віці 18—64 років, 9,0 % — особи у віці 65 років та старші. Медіана віку мешканця становила 30,5 року. На 100 осіб жіночої статі у селищі припадало 85,8 чоловіків;  на 100 жінок у віці від 18 років та старших — 79,7 чоловіків також старших 18 років.
Середній дохід на одне домашнє господарство  становив 38 005 доларів США (медіана — 28 168), а середній дохід на одну сім'ю — 42 028 доларів (медіана — 31 531). Медіана доходів становила 35 842 долари для чоловіків та 26 875 доларів для жінок. За межею бідності перебувало 38,6 % осіб, у тому числі 60,5 % дітей у віці до 18 років та 12,5 % осіб у віці 65 років та старших.
Цивільне працевлаштоване населення становило 4873 особи. Основні галузі зайнятості: освіта, охорона здоров'я та соціальна допомога — 28,7 %, роздрібна торгівля — 12,1 %, мистецтво, розваги та відпочинок — 10,2 %, науковці, спеціалісти, менеджери — 9,7 %.